# محمد أبو حشيش (لاعب كرة قدم)
محمد علي حسن أبو حشيش ( 9 مايو 1995) هو لاعب كرة قدم أردني محترف يلعب في مركز الظهير الأيسر للمنتخب الأردني.

## دولي
أستدعي أبو حشيش لأول مرة إلى المنتخب الأردني الأول في مباراة ودية ضد البحرين في 7 سبتمبر 2021. ومثل الأردن في كأس العرب 2021. واستدعي للمنتخب الوطني للمشاركة في كأس آسيا 2023.

## الإنجازات
الوحدات
- الدوري الأردني للمحترفين: 2022

العهد
- كأس الاتحاد اللبناني: 2023

## روابط خارجية
- محمد أبو حشيش  على سكروي